# Mashco Piro
El Mashco Piro o Cujareño és una llengua ameríndia del subgrup piro de les llengües arawak parlada al Perú. És molt semblant al yine, amb una intel·ligibilitat mútua estimada d'un 60%. Kaufman la considera un dialecte del piro o yine; Aikhenvald en canvi suggereix que podria ser un dialecte de l'iñapari.
La documentació lingüística és limitada, ja que els Mashco Piro són bàsicament nòmades caçadors-recol·lectors que eviten el contacte amb gent de fora. El nom de Cujareño s'ha associat amb les llengües pano, tot i que sense gaires evidències.